# Cunedda gracilis
Cunedda gracilis är en insektsart som beskrevs av Jacobi 1944. Cunedda gracilis ingår i släktet Cunedda och familjen dvärgstritar. Inga underarter finns listade i Catalogue of Life.